# Mój mąż zabójca
Mój mąż zabójca (ang. My Husband My Killer) – australijski film kryminalny z 2001 roku w reżyserii Petera Andrikidisa. Wyprodukowany przez Columbia TriStar Productions Pty. Ltd. i Screentime Productions.

## Opis fabuły
Australia. Sierżant Bob Inkster (Colin Friels) prowadzi śledztwo w sprawie zabójstwa Megan Kalajzich (Linda Cropper). Wszystko wskazuje na to, że zamordował ją mąż Andrew (Martin Sacks). Oprócz niego w sprawę zamieszani są: profesjonalny zabójca George Cannellis (Chris Haywood) oraz drobni przestępcy Kerry Orrock (Andrew Doyle) i Bill Vandenberg (David Field).

## Obsada
- Elli Bennett jako dziewczyna Elkina (wymieniona w czołówce jako Elena Bennett)
- Colin Friels jako Bob Inkster
- Martin Sacks jako Andrew Kalajzich
- Geoff Morrell jako Bob Richardson
- Chris Haywood jako George Cannellis
- Craig McLachlan jako Warren Elkins
- Lucy Bell jako Marlene Watson
- Tara Morice jako Margaret Inkster
- Zoe Carides jako Lydia Iurman
- Linda Cropper jako Megan Kalajzich
- Bridie Carter jako Janey
- Abi Tucker jako Michelle
- David Field jako Bill Vandenberg
- Steve Vella jako Kerry Flood
- Richard Carter jako Mike Hagan
- Andrew Doyle jako Kerry Orrock
- Don Halbert jako John Monk

i inni